# Richard Henriksson
Richard Henriksson, född 5 oktober 1982 i Stockholm, är en svensk före detta fotbollsspelare som numera är programledare för Viaplay fotboll.
Henriksson var försvarsspelare och spelade till en början i moderklubben Djurgårdens IF och senare i IF Brommapojkarna. Han har även spelat i U21-landslaget. Henriksson spelade sin första allsvenska match under säsongen 1999. Vid slutet av sin korta karriär påbörjade Henriksson sitt arbete som expertkommentator i fotboll både i "Premier Leaguesöndag" i Canal+ säsongen 2009/2010, men också Sveriges Radios Radiosporten med fokus främst på Champions League.
Den 10 november 2009 skrev Henriksson på sin blogg på radiosporten att han ska sluta spela fotboll.

## Meriter
- SM-guld 2002
- Svenska cupen 2002
- U21-landskamper

## Säsongsfacit (seriematcher / seriemål)
- 1999: 1 / 0
- 2000: 12 / 1
- 2001: 5 / 1
- 2002: 18 / 0
- 2003: 8 / 0
- 2004: 30 / 0
- 2005: 24 / 0
- 2005–2006: 3 / 0 (AGF)
- 2006 (höst): 8 / 1 (Västerås)
- 2007: 26 / 0
- 2008: 30 / 0 (exklusive kvalmatcherna för Allsvenskan)
- 2009: 23 / 0

## Klubbar
- IF Brommapojkarna (2007-2009)
- Västerås SK (2006)
- Aarhus GF (2006)
- IF Brommapojkarna (2004-2005)
- Djurgårdens IF (-2003)
- Värtans IK (-2001, lån)
- Djurgårdens IF (Moderklubb)